# Villa Crespo
Villa Crespo è un barrio della capitale argentina Buenos Aires, situato nella parte centrale della città. Ha una popolazione di circa 86.646 persone.

## Infrastrutture e trasporti
Villa Crespo è servita dalla stazione Malabia-Osvaldo Pugliese della linea B della metropolitana di Buenos Aires.

## Sport
La principale società sportiva presente nel quartiere è il Club Atlético Atlanta la cui squadra di calcio disputa le sue partite interne presso lo Stadio Don León Kolbovsky, anch'esso situato dentro i confini di Villa Crespo.